# 大舘悌介
大舘 悌介（おおだち だいすけ 1986年10月11日 - ）は、日本のDIT（デジタル・イメージング・テクニシャン）である。

## 経歴
神奈川県平塚市出身。
平塚学園高等学校卒。 
デジタルハリウッド大学卒。１期生 
日本撮影監督協会　撮影助手育成塾６期生 
2008年　ソニーPCL入社 
2015年　株式会社TYOテクニカルランチ(CRANK)へ移籍